# Августин Гісасола
Августин Гісасола Сабала (ісп. Agustín Gisasola Zabala; нар. 22 липня 1952, Ейбар, Іспанія) — іспанський футболіст, що грав на позиції захисника.
Чемпіон Іспанії. Володар кубка Іспанії.

## Клубна кар'єра
Вихованець футбольної школи клубу «Ейбар». Дорослу футбольну кар'єру розпочав 1969 року в основній команді того ж клубу, в якій провів один сезон.
1970 року перейшов до клубу «Атлетік Більбао», за який відіграв 13 сезонів. За цей час виборов титул чемпіона Іспанії, ставав володарем кубка Іспанії. Завершив професійну кар'єру футболіста виступами за команду «Атлетик» у 1983 році.

## Виступи за збірну
1980 року провів один матч у складі національної збірної Іспанії.

## Досягнення
- Чемпіон Іспанії:

«Атлетік Більбао»: 1982–1983
- Володар Кубка Іспанії з футболу:

«Атлетік Більбао»: 1972–1973